# بيث برينكمان
بيث برينكمان (بالإنجليزية: Beth Brinkmann)‏ هي محامية أمريكية، ولدت في 24 سبتمبر 1958 في توليدو في الولايات المتحدة.